# Huaxi (sockenhuvudort i Kina, Hubei Sheng, lat 31,20, long 113,86)
Huaxi (kinesiska: 花西乡) är en sockenhuvudort i Kina. Den ligger i provinsen Hubei, i den centrala delen av landet, omkring 79 kilometer nordväst om provinshuvudstaden Wuhan. Antalet invånare är 42 493. Befolkningen består av 20 354 kvinnor och 22 139 män. Barn under 15 år utgör 16,0 %, vuxna 15-64 år 75 %, och äldre över 65 år 8,0 %.
Runt Huaxi är det tätbefolkat, med 947 invånare per kvadratkilometer. Närmaste större samhälle är Anlu, 18,4 km väster om Huaxi. Trakten runt Huaxi består till största delen av jordbruksmark.
Genomsnittlig årsnederbörd är 1 301 millimeter. Den regnigaste månaden är juli, med i genomsnitt 192 mm nederbörd, och den torraste är december, med 15 mm nederbörd.